# Mikołaj Piotr Orzeszko
Mikołaj Piotr Orzeszko herbu Pobóg (olim 1 maja 1687 roku) – stolnik mielnicki w latach 1643-1647.
Poseł na sejm 1643 roku.